# E la chiamano estate (programma televisivo)
E la chiamano estate era un programma televisivo italiano di genere talk show-rotocalco, in onda su Rai 1 in seconda serata nel periodo estivo dal 2005 al 2009, condotto da Michele Cucuzza. Si trattava del primo spin-off estivo de La vita in diretta, il principale talk show pomeridiano di attualità ideato e prodotto da Daniel Toaff.